# Ni'lin
Ni'lin, en arabe : المزرعه الشرقيّه, est une municipalité du gouvernorat de Ramallah et Al-Bireh en Palestine. Elle est située à 17 km à l'ouest de Ramallah et au centre de la Cisjordanie.
Selon le recensement du bureau central palestinien des statistiques, la localité compte une population de 5 118 habitants en 2017.